# Мама (фильм, 2016)
«Мама» («Мать»; эст. Ema) — эстонская чёрная комедия, снятая Кадри Кыусаар. Премьера ленты в Эстонии состоялась 7 января 2016 года. Фильм рассказывает об Эльзе, которая ухаживает за учителем Лаури, который находится в коме в результате огнестрельного ранения.
Фильм был выдвинут Эстонией на премию «Оскар» в категории «Лучший фильм на иностранном языке».

## В ролях
| Актёр          | Роль         |
| -------------- | ------------ |
| Тийна Мальберг | Эльза / мама |
| Андрес Табун   | отец         |
| Андрес Ноормец | Аарне        |
| Сийм Маатен    | Лаури        |

## Признание
| Награды и номинации фильма «Мама» | Награды и номинации фильма «Мама»       | Награды и номинации фильма «Мама»    | Награды и номинации фильма «Мама» | Награды и номинации фильма «Мама» | Награды и номинации фильма «Мама» |
| Год                               | Кинопремия / Кинофестиваль              | Категория / Награда                  | Номинант                          | Результат                         |                                   |
| --------------------------------- | --------------------------------------- | ------------------------------------ | --------------------------------- | --------------------------------- | --------------------------------- |
| 2016                              | Кинофестиваль Кицбюэль                  | Лучший фильм                         | «Мама»                            | Победа                            |                                   |
| 2016                              | Трайбекский международный кинофестиваль | Лучший фильм (Международный конкурс) | «Мама»                            | Номинация                         |                                   |